# Luciosoma setigerum
Luciosoma setigerum (Valenciennes, 1842) è un pesce d'acqua dolce appartenente alla famiglia Cyprinidae.

## Distribuzione e habitat
Proviene dai ruscelli della penisola malese, in particolare dal bacino del Mekong; predilige le zone ricche di nascondigli e vegetazione acquatica. Nuota abbastanza in superficie.

## Descrizione
Presenta un corpo molto allungato, leggermente compresso lateralmente e con la testa dal profilo piuttosto appuntito. La colorazione è prevalentemente grigia, anche se può tendere al verde. A metà del corpo è presente una fascia nera orizzontale, non particolarmente larga, che parte dalla bocca e termina sulla pinna caudale, profondamente biforcuta, che è trasparente e striata di nero. La lunghezza massima registrata è di 26,5 cm. La pinna dorsale è piccola e molto indietro.

## Biologia

### Alimentazione
Gli esemplari adulti si nutrono esclusivamente di pesci ossei più piccoli.

### Riproduzione
È oviparo e la fecondazione è esterna. Non ci sono cure nei confronti delle uova.

## Conservazione
Questa specie viene classificata come "dati insufficienti" (DD) dalla lista rossa IUCN perché questa specie è minacciata dalla pesca e dal degrado del suo habitat, ma è ancora poco studiata.

## Acquariofilia
Non è particolarmente diffuso, ma può essere talvolta trovato negli acquari.